# Anna Dengel

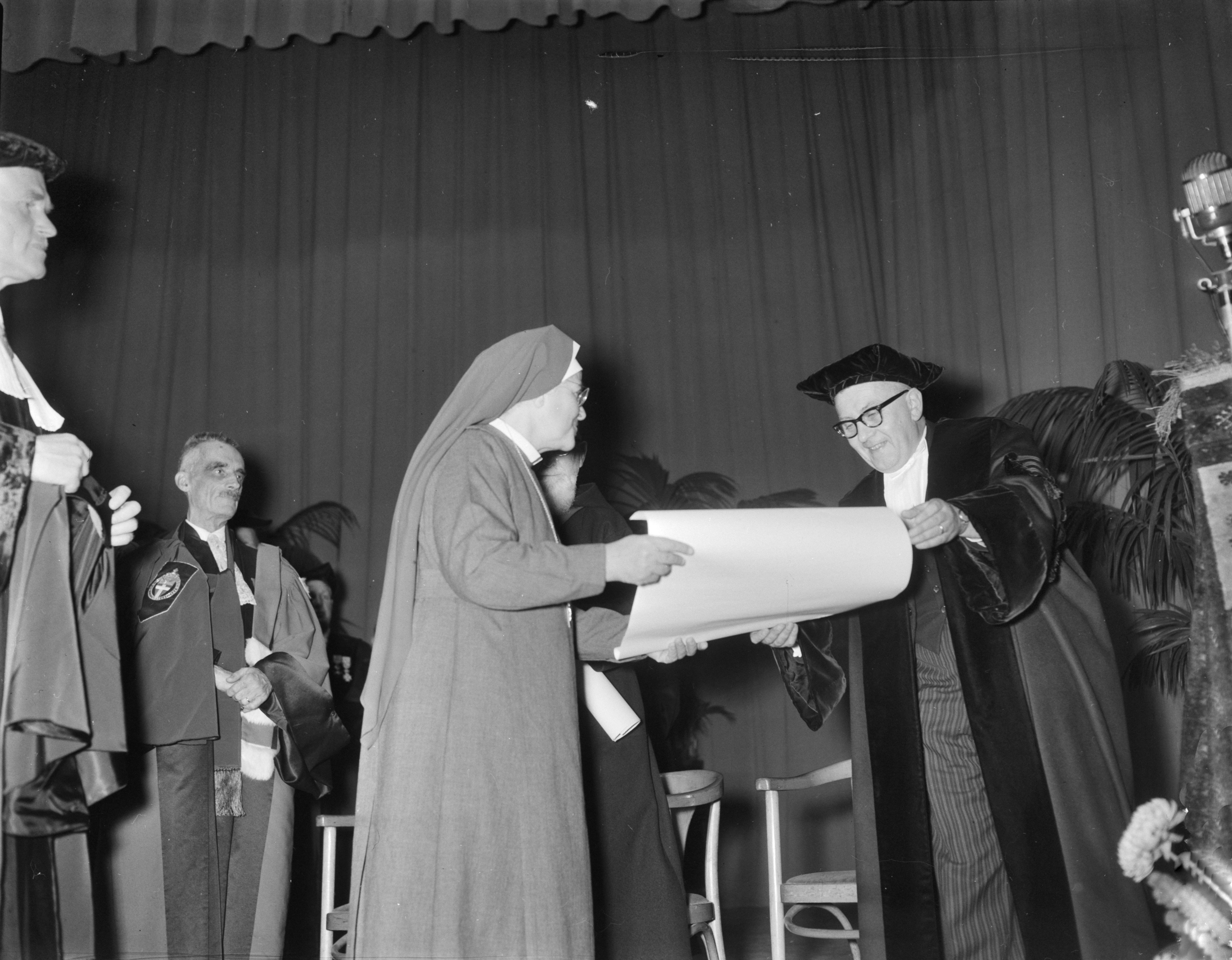
Ehrendoktorat für Dengel (Nijmegen, 1958)

Anna Dengel (* 16. März 1892 in Steeg, Österreich-Ungarn als Anna Maria Dengel; † 17. April 1980 in Rom) war eine österreichische Ärztin und Ordensschwester. Sie war die Gründerin der Missionsärztlichen Schwestern, einer religiösen Kongregation mit Schwestern aus allen Kontinenten (mit Ausnahme von Australien), mit denen sie weltweit 48 Spitäler aufbaute. Als sie 1919 ihr Studium abschloss, war sie eine der ersten Ärztinnen in Tirol.

## Leben

### Frühes Leben und Ausbildung
Anna Maria Dengel wurde als Tochter von Edmund Wilhelm Dengel und Maria Gertrud (Scheidle) Dengel geboren. Anna hatte vier Brüder und Schwestern und vier Halbgeschwister. Ihre Mutter starb, als Anna neun Jahre alt war. Sie besuchte die Volksschule in Steeg und wurde in das Internat des Ordens von der Heimsuchung Mariens in Hall in Tirol aufgenommen. Im Pensionat in Thurnfeld erhielt sie 1914 die Matura. Nachdem sie dort die Schule abgeschlossen hatte, wurde ihr eine Stelle als Lehrerin für Deutsch in Lyons, Frankreich, angeboten. Dengel nahm das Angebot an und unterrichtete dort zwei Jahre lang, bevor sie nach Österreich zurückkehrte. Sie studierte in Österreich, Frankreich und Irland (Cork) Medizin. 1919 absolvierte sie die Medizinische Staatsprüfung und war ein Jahr in England als Ärztin tätig.

### Karriere
Als Anna Dengel Mitte 20 war, hörte sie, dass eine schottische Ärztin und katholische Missionarin, Agnes McLaren, Ärztinnen für ein Krankenhaus in Rawalpindi, Indien (heute Pakistan) suchte, das gegründet worden war, um die muslimische Frauen der Region medizinisch zu versorgen, die von der Behandlung durch männliche Ärzte ausgeschlossen waren. Sie schrieb McLaren sofort von ihrem Interesse, und es begann eine rege Korrespondenz zwischen den beiden. McLaren war zu diesem Zeitpunkt allerdings schon Mitte 70 und starb, bevor sie und Dengel sich treffen konnten, aber Dengel folgte dem Kurs der Vorbereitung auf ihre Mission in Indien, den sie und McLaren festgelegt hatten. Dengel folgte McLarens Rat, ein Medizinstudium am University College in Cork, Irland zu absolvieren. Nach ihrem Abschluss ging sie 1919 für ein neunmonatiges Praktikum nach England. 1920 promovierte sie und begann ihre ärztliche Tätigkeit am St. Catherin’s Hospital in Rawalpindi um die Arbeit fortzusetzen, die McLaren begonnen hatte. Sie arbeitete vor allem auf dem Gebiet der Geburtshilfe, da die Frauen dort aus religiösen Gründen keine medizinische Hilfe von Männern annehmen durften. Vier Jahre lang kämpfte Anna Dengel darum, einen Einfluss auf die Gesundheitsversorgung der Frauen und Kinder in Nordindien zu nehmen. Sie kam zu der Überzeugung, dass viel mehr professionell ausgebildete und spirituell engagierte Frauen benötigt wurden, um echte Heilung unter den Menschen zu bewirken. Sie reiste mehrfach nach England und in die USA um Hilfe zu suchen.

### Gründung der Missionsärztlichen Schwestern
Dengel verbrachte Monate mit Reisen und Treffen, um die medizinischen Bedürfnisse in Indien bekannt zu machen. In dieser Zeit führte sie Gespräche mit Reverend Michael A. Mathis CSC und anderen katholischen Priestern, Bischöfen und Kardinälen darüber, wie man diesen Bedürfnissen am besten begegnen könnte. Sie stieß auf das gleiche Hindernis, das ihre Mentorin McLaren bei ihrem eigenen Pionierdienst in der Gesundheitsfürsorge für die Frauen und Kinder im moslemischen Indien hatte, nämlich dem Verbot im Kirchenrecht, das Mitgliedern religiöser Institute die Ausübung der Medizin untersagt.
Nach dieser Erfahrung kam Dengel zu dem Schluss, dass sie eine neue Ordensgemeinschaft gründen müsse, die sich dieser Sache annimmt. Sie entwarf eine Satzung für die Gemeinschaft, die ihr vorschwebte. Sie schrieb, dass die Mitglieder „für Gott leben sollten ... sich aus Liebe zu Gott dem Dienst an den Kranken widmen und ... nach den Kenntnissen und Maßstäben der Zeit richtig ausgebildet werden sollten, um die Medizin in ihrem vollen Umfang zu praktizieren, der die Schwestern ihr Leben widmen sollten.“
Am 12. Juni 1925 wurde von der römisch-katholischen Kirche die Erlaubnis erteilt, die neue Gemeinschaft zu gründen, und am 30. September 1925 kamen die „Ersten Vier“ – Anna Maria Dengel aus Österreich, Johanna Lyons aus Chicago, Mary Evelyn Flieger RN (Religieuses de Nazareth), ursprünglich aus Großbritannien, und Agnes Marie Ulbrich RN, aus Luxemburg, Iowa – in Washington, D.C., Vereinigte Staaten zusammen, ihren eigenen medizinisch orientierten Orden, die Society of Catholic Medical Missionaries (SCMM) zu gründen.
Die „Ersten Vier“ konnten keine kanonischen Gelübde ablegen, weil die katholische Kirche die Ausübung der Heilkunde durch Ordensschwestern noch nicht genehmigt hatte, aber sie lebten trotzdem als Schwestern. Die Aufhebung dieser Einschränkung war ein Ziel von Dengels Mentorin Agnes McLaren gewesen, die sich in einer Petition an den Vatikan gewandt hatte, um die kirchlichen Behörden dazu zu bewegen. Nachdem die Missionsärztlichen Schwestern gewachsen waren, genehmigte die katholische Kirche 1936 schließlich die Arbeit der Schwestern in der Medizin und allen ihren Zweigen und erkannte die Frauen als Ordensgemeinschaft an, die nun als Sisters of the Catholic Medical Missions bekannt wurde. Die Mitglieder der Missionsärztlichen Schwestern legten daraufhin ihre ersten öffentlichen Gelübde ab und Schwester Anna Dengel wurde zur ersten Generaloberin gewählt.
1927 eröffnete sie das Holy Family Hospital in Rawalpindi und 1939 wurde das neue Mutterhaus in Fox Chase/Philadelphia eingeweiht.

### Tod und Bestattung
Sie starb am 17. April 1980 und wurde auf eigenen Wunsch in der Grabstätte des Instituts Congregatio Jesu auf dem Campo Santo Teutonico in der Vatikanstadt in Rom bestattet, obwohl sie kein Mitglied desselben war.

## Auszeichnungen und Ehrungen
- 1958 Ehrendoktorwürde der Universität Nijmegen
- 1959 Ehrenmitgliedschaft der Internationalen Chirurgenvereinigung[1]
- 1967 erhielt sie das Große Goldene Ehrenzeichen für Verdienste um die Republik Österreich.[2]
- Im Jahr 1992 wurde von der Österreichischen Post zur Feier ihres 100. Geburtstags eine Sonderbriefmarke herausgegeben.
- In Innsbruck, Hall in Tirol und Reutte sind Straßen nach ihr benannt.